# Зарайская битва
Зарайская битва — эпизод Смутного времени, в ходе которого 30 марта (9 апреля) 1608 года отряды Лжедмитрия II под руководством полковника Александра Лисовского разгромили под Зарайском армию царя Василия Шуйского — рязанско-арзамасское ополчение, под руководством воевод Захария Ляпунова и Ивана Хованского.

## Ход событий
На момент битвы Зарайск был уже занят без боя отрядами Лисовского (1,5 тыс. казаков: «литовские люди и русские воры»), поскольку городовые казаки сдали город и присягнули Самозванцу. Для подавления восстания выступило войско из рязанской земли, к которому присоединились 250 отборных арзамасских ратников. Царские воеводы проявили беспечность в организации сторожевого охранения, и внезапной вылазкой людей Лисовского из Зарайского кремля их армия была разгромлена.

## Последствия
Памятником зарайского побоища стал курган, насыпанный по приказу Лисовского над братской могилой рязанских и арзамасских ратников. После победы под Зарайском Лисовский стремительным натиском взял Михайлов и Коломну, где захватил множество тяжёлых орудий. Его войско усилилось остатками бывших болотниковцев. Лисовский направился к Москве, где намеревался соединиться с основными войсками самозванца, ставшего под Москвой в Тушинском лагере. Однако обременённый тяжёлым обозом отряд Лисовского был разбит царской ратью под предводительством Ивана Куракина (см. битва у Медвежьего брода). Лисовскому удалось лишь с трудом пробраться в Тушино, описав полукруг вокруг Москвы с восточной и северной стороны.

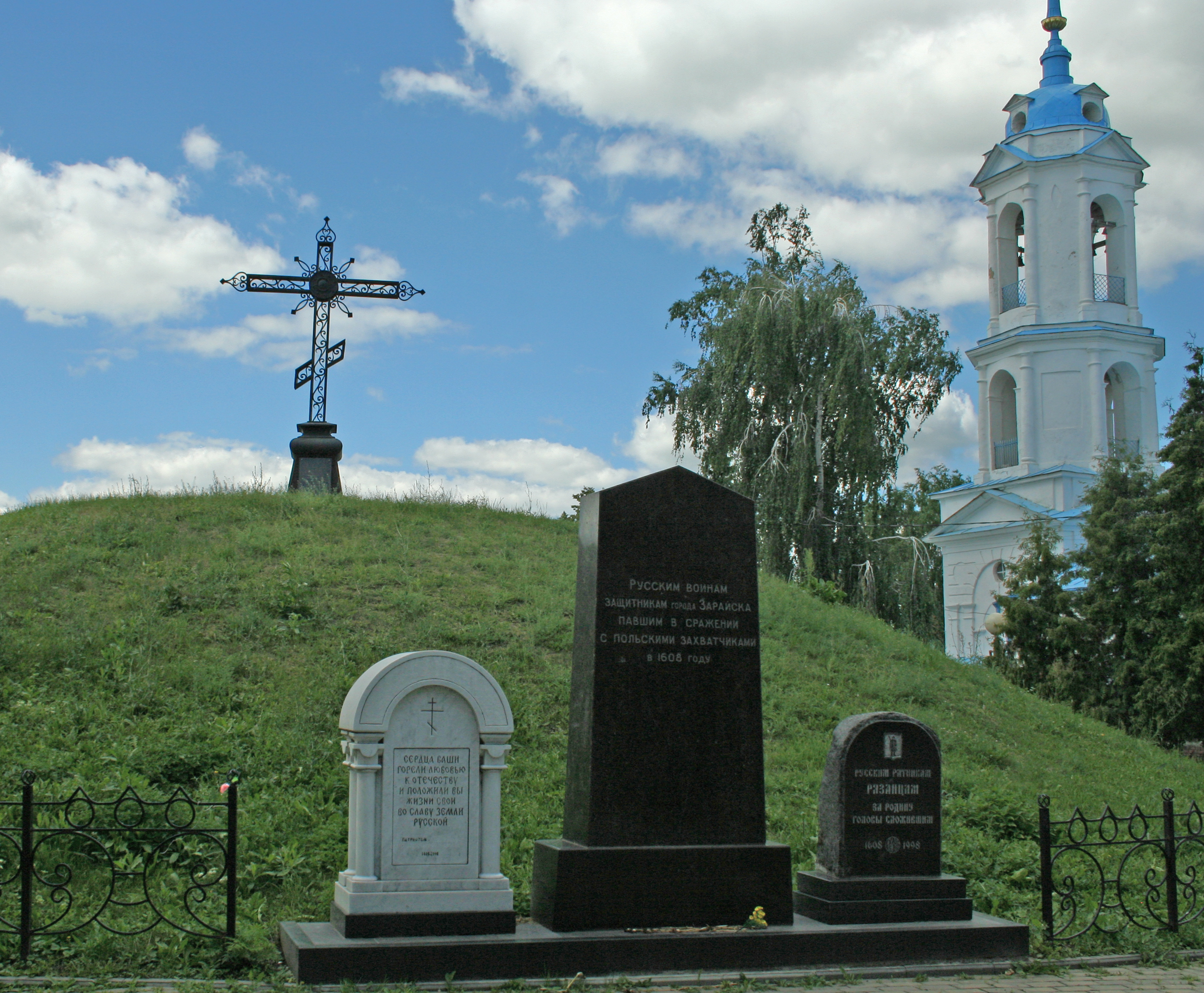
Могила погибших ополченцев в Зарайске

Зарайск был освобождён 1 (11) июня 1609 года отрядами рязанского ополчения под руководством Прокопия Ляпунова.